# Lophocebus aterrimus
Il cercocebo dal ciuffo (Lophocebus aterrimus ) è un primate della famiglia delle Cercopithecidae.

## Descrizione
La lunghezza del corpo è tra 40 e 62 cm, quella della coda tra 55 e 85 cm e il peso è in genere compreso tra 6 e 8 kg. I maschi sono un po' più grandi delle femmine. Il colore del corpo è nero e anche nero è il caratteristico ciuffo alla sommità del capo che dà il nome comune alla specie. Il pelo ai lati del muso è invece lungo e grigio. Manca la criniera sulle spalle presente in altre specie dello stesso genere.

## Distribuzione e habitat
Vive solo nella Repubblica Democratica del Congo a sud del fiume Congo (a nord del quale è l'areale di L. albigena).
L'habitat è la foresta pluviale tropicale.

## Biologia
Ha attività diurna e conduce vita arboricola scendendo raramente al suolo. Vive in gruppi territoriali, formati da uno o più maschi adulti, diverse femmine e giovani, per un totale di circa 15 individui.
La dieta è varia, consistendo prevalentemente di frutta, ma anche di altri vegetali, insetti e altri piccoli animali.

## Conservazione
La specie è considerata quasi a rischio dalla IUCN.